# Thanatos (jeu vidéo)
Pour les articles homonymes, voir Thanatos (homonymie).
Thanatos est un jeu vidéo édité par Durell Software et sorti en 1986 sur Amstrad CPC, ZX Spectrum et Commodore 64. Il s'agit d'un jeu d'action/Aventure dans lequel le joueur incarne Thanatos, un grand dragon qui doit secourir et protéger la sorcière Éros.

## Scénario
Le joueur incarne un dragon cracheur de feu, Thanatos le Destructeur, et doit secourir la sorcière Éros, emprisonnée dans un château par un seigneur des Enfers.
Une fois la sorcière délivrée, Thanatos doit emmener cette dernière par delà la mer à la recherche de son puissant grimoire, puis  la mener jusqu'à son chaudron afin qu'elle puisse jeter un sort qui libérera le pays de l'influence maléfique du seigneur des Enfers.

## Système de jeu
Thanatos est un Jeu vidéo à défilement horizontal. Le joueur déplace le dragon de gauche à droite ou de droite à gauche et doit éviter ou vaincre les ennemis qu'il rencontrera au fur et à mesure de sa progression.
Le personnage-joueur dispose de deux ressources: 
- le feu: représentée en bas à droite de l'écran par une coupe contenant un liquide doré, cette ressource permet au dragon de cracher du feu. Le feu est nécessaire pour détruire les portes des châteaux que Thanatos devra traverser pour progresser dans l'histoire, mais peut également servir à détruire ses ennemis ainsi que d'autres éléments du décor.

La coupe se vide au fur et à mesure que le dragon utilise sa capacité à cracher du feu et que s'épuise la ressource.
La coupe peut être remplie à nouveau en dévorant des sorcières. Ces dernières peuvent être trouvées entravées à des pieux et  sont gardées par des chevaliers, ennemis particulièrement coriaces.
- la santé: représentée par un cœur battant en bas à gauche de l'écran, cette ressource indique l'état de santé de Thanatos. Les battements du cœur s’accélèrent au rythme des coups qu'encaisse le dragon. Lorsqu’il s’emballe, la mort est proche. Pour éviter le game over, le joueur doit alors se poser sur le sol, à l'abri des ennemis, et attendre que le cœur se stabilise avant de reprendre son envol.

Le joueur peut diriger Thanatos au sol ou dans les airs. Le déplacement aérien est beaucoup plus rapide mais, parfois, le déplacement au sol peut être plus sûr contre certains ennemis comme les araignées.
Une fois en vol, Thanatos peut saisir automatiquement des éléments du décor dans ses serres en s'en rapprochant, comme des rochers, puis les relâcher sur les ennemis pour les tuer. Il peut également se saisir de ses ennemis de la même manière, et les relâcher afin qu'ils s'écrasent sur le sol.
Une fois la sorcière Éros retrouvée, cette dernière vient se percher sur le dos de Thanatos. La plupart des ennemis ignorent Éros, mais cette dernière peut toutefois trouver la mort de plusieurs manières, occasionnant un game over précoce:
- Effectuer un demi-tour trop rapide peut faire chuter Éros du dos du dragon. Si ce dernier vole trop haut, la sorcière s'écrasera alors au sol et mourra.
- Si Éros se trouve au sol et que Thanatos, en vol, s'approche trop près d'elle, il la saisira automatiquement de ses serres et la tuera.
- Si Éros est lâchée dans la mer, elle s'y noiera.
- Si Éros est lâchée dans une grotte infestée d'araignées géantes, ces dernières ramperont jusqu'à elle pour la dévorer.
La partie se solde par une victoire lorsque Thanatos parvient à transporter Éros en toute sécurité jusqu'à son grimoire, puis jusqu'à son chaudron afin qu'elle lance son sort final.

### Niveaux
Le jeu ne dispose pas de niveaux à proprement parler, mais de "scénarios". Le joueur peut choisir entre plusieurs scénarios prédéfinis avant de commencer la partie. ces derniers se distinguent les uns des autres par un enchaînement différent des paysages et des ennemis associés à chaque zone. Le but de la partie reste inchangé: il s'agit toujours de retrouver Éros, de la délivrer et de la transporter jusqu'à son grimoire puis jusqu'à son chaudron.

### Ennemis
Les humains
ils sont surtout présents dans l'enceinte des châteaux ou alentour. Ils restent au sol mais envoient des lances en direction du dragon.
Les araignées géanteselles nichent dans des grottes que devra traverser Thanatos. Elles blessent Thanatos au contact. Elles pendent par un fil et se déplacent de manière verticale. Elle peuvent également ramper sur le sol une fois le sol atteint. Elles sont capables de renverser Éros lorsqu'elle est perchée sur le dos de son ami dragon. Ce dernier devra la récupérer rapidement avant que les araignées ne la dévorent.
Les serpents de merces serpents géants jaillissent de la mer et peuvent infliger de gros dégâts au contact. Ils sont rapides et se déplacent en diagonale.
Les oiseaux géantsdes oiseaux au déplacement rapide et erratique qui infligent de gros dégâts au contact.
Les chevaliersmontés à cheval, ils montent la garde devant les sorcières attachées à des pieux que Thanatos peut dévorer afin de regagner sa réserve de feu. Ils restent au sol mais sont redoutables.
Les guépardsse trouvent parfois par groupent de deux, gardant les portes des châteaux. Ils sont rapides et peuvent bondir.
Le dragon bicéphaleun énorme dragon à deux têtes qui peut cracher du feu.

## Développement
Thanatos est sorti en 1986; en octobre 1986 pour le ZX Spectrum, en novembre 1986 pour l' Amstrad CPC, et en décembre 1986 pour la Commodore 64.

### Fiche technique[2]
- Titre : Thanatos
- Développeur: Durell Software
- Éditeur: Durell Software, Ubisoft (France), Erbe Software (Espagne)
- Programmeur: Mike Richardson
- Graphismes: Mike Richardson, Jane Richardson
- Illustration de couverture: Tim Hayward
- Compositeur: Julian Breeze, Rob Hubbard (arrangement pour la Commodore 64)
- Pays d'origine: Grande-Bretagne
- Langage: anglais
- Date de sortie : 
  - ZX Spectrum : octobre 1986
  - Amstrad CPC : novembre 1986
  - Commodore 64 : décembre 1986

## Réception

### En France
Thanatos fut acclamé par la critique.
Amstrad Magazine publie un article élogieux sur le jeu, vantant son "excellente animation": "Le dragon est de bonne taille, bien dessiné et bouge admirablement. Des battements d'ailes aux balancements de queue en passant par le cracher de flammes, tous les mouvements de l'animal sont souples. C'est là qu'intervient la magie des jeux vidéo : quand votre personnage prend vie sur votre écran et existe par lui-même à ce point, vous y croyez."
Amstar souligne "une animation fort réussie, un bon graphisme".
Le journaliste Budget de Amstrad Cent pour cent, quant à lui, loue l'immersion du titre .

### En Grande-Bretagne
Thanatos fut acclamé par la critique.
La taille du personnage-joueur a été souvent soulignée, le sprite du dragon occupant un tiers de la longueur de l'écran.
À propos de l'animation du dragon, Jim Douglas du magazine Sinclair User a déclaré que "la beauté des graphismes se révèlent lorsque vous voyez le dragon voler au-dessus du paysage. Les ailes battent avec des effets sonores très convaincants, et le dragon agite aussi la tête".
Le magazine Crash a déclaré que "les mouvements du dragon sont très fluides et réalistes" et Tim Metcalfe de C&VG a trouvé que Thanatos "est un personnage de grande taille, joliment animé, qui effectue sur demande des virages et des atterrissages soignés."
Le défilement parallaxe a également été salué, tout comme l'atmosphère générale et la satisfaction de contrôler une créature traditionnellement méchante.
Certaines critiques furent plus mitigées. Crash a aussi estimé que Thanatos était "un peu trop difficile" et John Cook de PC World a affirmé à propos du jeu qu'il n'était "pas sûr à 100% qu'il vous rende accro pendant des semaines".
| Journal                  | Plateforme   | Date          | Note            |
| ------------------------ | ------------ | ------------- | --------------- |
| Amtix!                   | Amstrad CPC  | janvier 1987  | 94 sur 100      |
| Crash                    | ZX Spectrum  | décembre 1986 | 93 sur 100      |
| Your Sinclair            | ZX Spectrum  | janvier 1987  | 9 sur 10        |
| Tilt                     | ZX Spectrum  | janvier 1987  | 5 étoiles sur 6 |
| Tilt                     | Commodore 64 | avril 1987    | 16 sur 20       |
| Computer and Video Games | ZX Spectrum  | janvier 1990  | 69 sur 100      |
| Computer and Video Games | Commodore 64 | janvier 1990  | 68 sur 100      |
| Computer and Video Games | Amstrad CPC  | janvier 1990  | 67 sur 100      |